# Monteils (Tarn-et-Garonne)
Pour les articles homonymes, voir Monteils.
Monteils est une commune française située dans le nord-est du département de Tarn-et-Garonne, en région Occitanie.
Sur le plan historique et culturel, la commune est dans le Quercy Blanc, correspondant à la partie méridionale du Quercy, devant son nom à ses calcaires lacustres du Tertiaire.
Exposée à un climat océanique altéré, elle est drainée par la Lère, le Candé, le ruisseau de Terrassou, le ruisseau du Traversié et par divers autres petits cours d'eau. La commune possède un patrimoine naturel remarquable composé d'une zone naturelle d'intérêt écologique, faunistique et floristique.
Monteils est une commune rurale qui compte 1 354 habitants en 2022, après avoir connu une forte hausse de la population depuis 1962. Elle est dans l'agglomération de Caussade et fait partie de l'aire d'attraction de Montauban. Ses habitants sont appelés les Monteillais ou  Monteillaises.

## Géographie

### Localisation
Commune située dans le Quercy sur la Lère, à l'est de Caussade.

### Communes limitrophes
Les communes limitrophes sont  Caussade, Saint-Cirq et Septfonds.
|          |          |            |
| Caussade | Monteils | Septfonds  |
|          |          | Saint-Cirq |

### Hydrographie

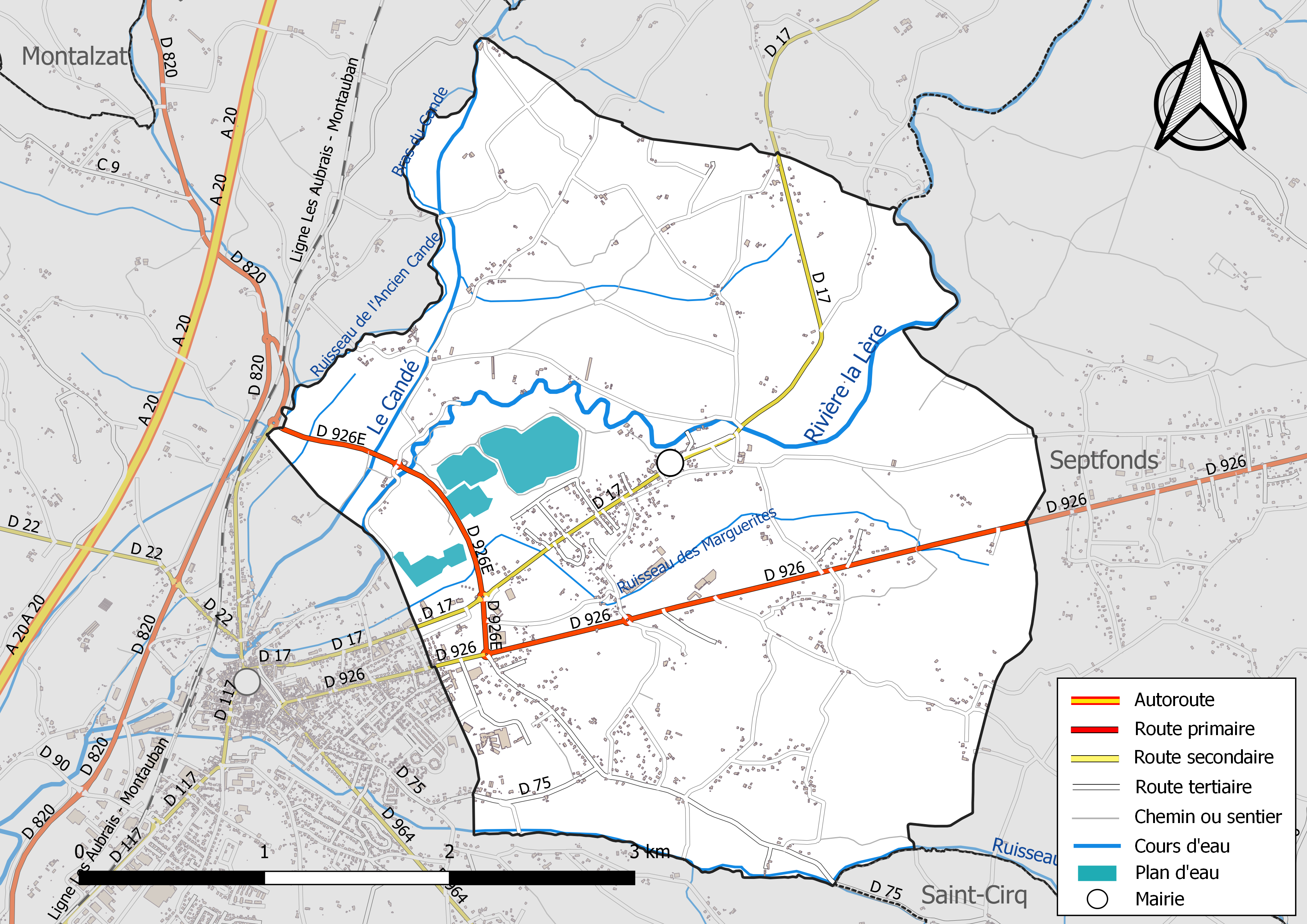
Réseaux hydrographique et routier de Monteils.

La commune est dans le bassin versant de la Garonne, au sein du bassin hydrographique Adour-Garonne. Elle est drainée par la Lère, le Candé, le ruisseau de Terrassou, le ruisseau du Traversié, un bras du Cande, le ruisseau de Bayle, le ruisseau de l'Ancien Cande, le ruisseau des Marguerites, le ruisseau du Doumarc et par deux petits cours d'eau, constituant un réseau hydrographique de 18 km de longueur totale,.
La Lère, d'une longueur totale de 45,1 km, prend sa source dans la commune de Saillac et s'écoule du nord-est au sud-ouest. Elle traverse la commune et se jette dans l'Aveyron à Albias, après avoir traversé 14 communes.
Le Candé, d'une longueur totale de 18,1 km, prend sa source dans la commune de Labastide-de-Penne et s'écoule du nord-est au sud-ouest. Il traverse la commune et se jette dans la rivière la Lère à Caussade, après avoir traversé 7 communes.

### Climat
Pour des articles plus généraux, voir Climat de l'Occitanie et Climat de Tarn-et-Garonne.
En 2010, le climat de la commune est de type climat du Bassin du Sud-Ouest, selon une étude du Centre national de la recherche scientifique s'appuyant sur une série de données couvrant la période 1971-2000. En 2020, Météo-France publie une typologie des climats de la France métropolitaine dans laquelle la commune est exposée à un climat océanique altéré et est dans la région climatique Aquitaine, Gascogne, caractérisée par une pluviométrie abondante au printemps, modérée en automne, un faible ensoleillement au printemps, un été chaud (19,5 °C), des vents faibles, des brouillards fréquents en automne et en hiver et des orages fréquents en été (15 à 20 jours).
Pour la période 1971-2000, la température annuelle moyenne est de 13 °C, avec une amplitude thermique annuelle de 15,8 °C. Le cumul annuel moyen de précipitations est de 782 mm, avec 10 jours de précipitations en janvier et 5,9 jours en juillet. Pour la période 1991-2020, la température moyenne annuelle observée sur la station météorologique de Météo-France la plus proche, « Saint-Vincent », sur la commune de Saint-Vincent-d'Autéjac à 8 km à vol d'oiseau, est de 13,9 °C et le cumul annuel moyen de précipitations est de 771,1 mm. 
La température maximale relevée sur cette station est de 41,5 °C, atteinte le 23 août 2023 ; la température minimale est de −13 °C, atteinte le 9 février 2012,,.
Les paramètres climatiques de la commune ont été estimés pour le milieu du siècle (2041-2070) selon différents scénarios d'émission de gaz à effet de serre à partir des nouvelles projections climatiques de référence DRIAS-2020. Ils sont consultables sur un site dédié publié par Météo-France en novembre 2022.

### Milieux naturels et biodiversité

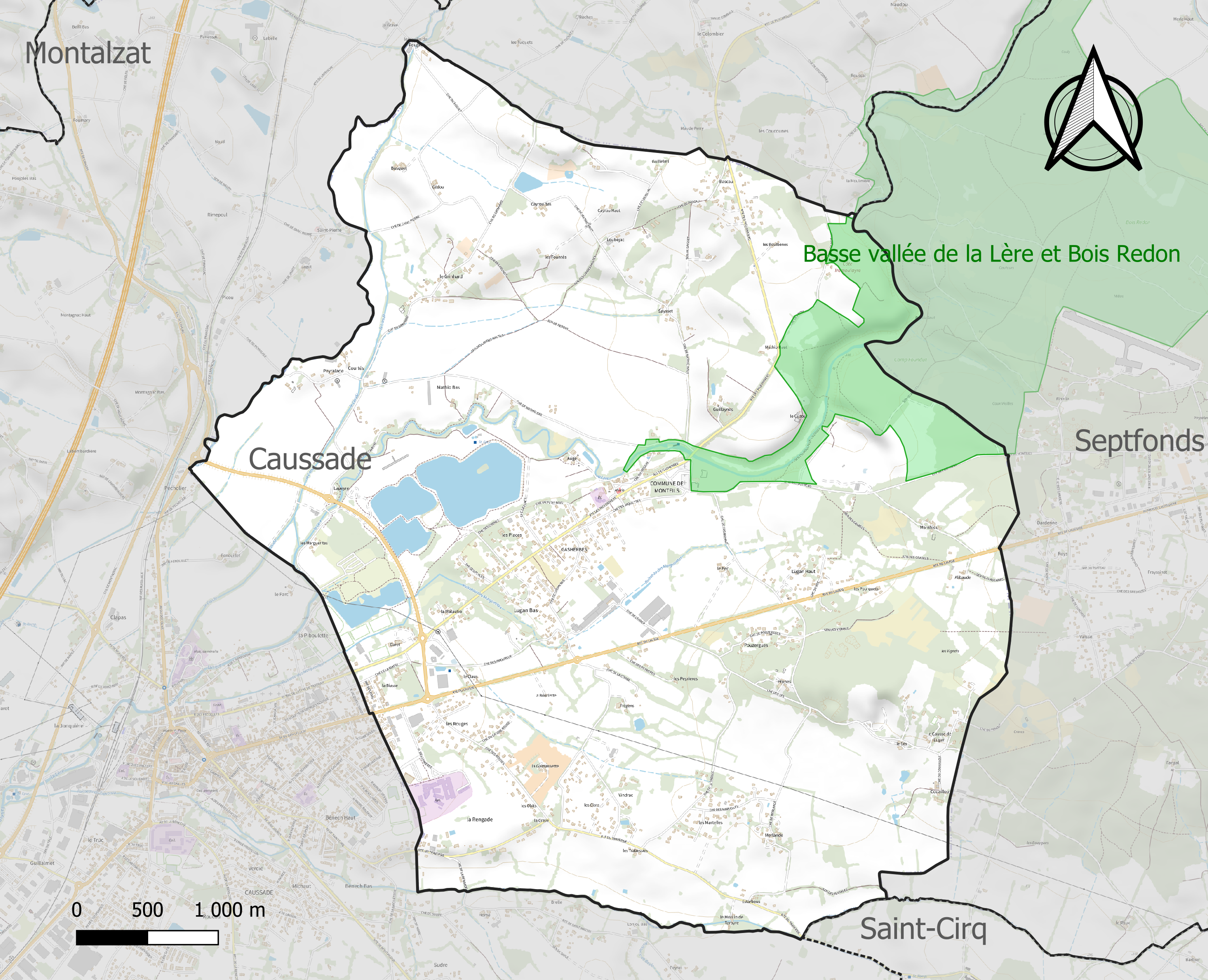
Carte de la ZNIEFF de type 1 localisée sur la commune.

L’inventaire des zones naturelles d'intérêt écologique, faunistique et floristique (ZNIEFF) a pour objectif de réaliser une couverture des zones les plus intéressantes sur le plan écologique, essentiellement dans la perspective d’améliorer la connaissance du patrimoine naturel national et de fournir aux différents décideurs un outil d’aide à la prise en compte de l’environnement dans l’aménagement du territoire.
Une ZNIEFF de type 1 est recensée sur la commune :
la « basse vallée de la Lère et bois Redon » (345 ha), couvrant 3 communes du département.

## Urbanisme

### Typologie
Au 1er janvier 2024, Monteils est catégorisée commune rurale à habitat dispersé, selon la nouvelle grille communale de densité à sept niveaux définie par l'Insee en 2022.
Elle appartient à l'unité urbaine de Caussade, une agglomération intra-départementale regroupant deux  communes, dont elle est une commune de la banlieue,,. Par ailleurs la commune fait partie de l'aire d'attraction de Montauban, dont elle est une commune de la couronne,. Cette aire, qui regroupe 50 communes, est catégorisée dans les aires de 50 000 à moins de 200 000 habitants,.

### Occupation des sols
L'occupation des sols de la commune, telle qu'elle ressort de la base de données européenne d’occupation biophysique des sols Corine Land Cover (CLC), est marquée par l'importance des territoires agricoles (70,9 % en 2018), en diminution par rapport à 1990 (78,1 %). La répartition détaillée en 2018 est la suivante : 
terres arables (28,6 %), zones agricoles hétérogènes (27,5 %), prairies (14,8 %), zones urbanisées (12,2 %), forêts (9,4 %), eaux continentales (5 %), mines, décharges et chantiers (2,5 %). L'évolution de l’occupation des sols de la commune et de ses infrastructures peut être observée sur les différentes représentations cartographiques du territoire : la carte de Cassini (XVIIIe siècle), la carte d'état-major (1820-1866) et les cartes ou photos aériennes de l'IGN pour la période actuelle (1950 à aujourd'hui).

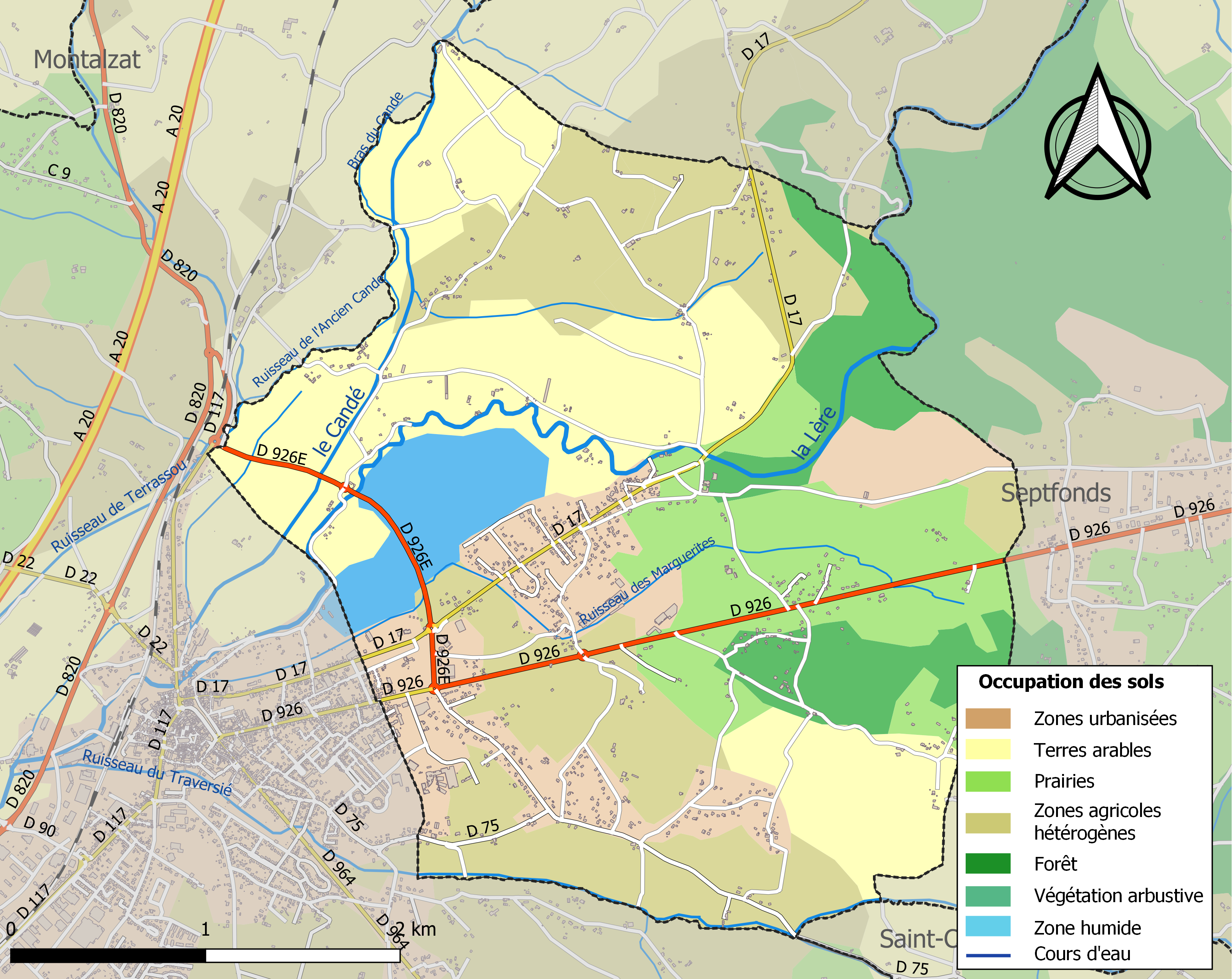
Carte des infrastructures et de l'occupation des sols de la commune en 2018 (CLC).

### Risques majeurs
Le territoire de la commune de Monteils est vulnérable à différents aléas naturels : météorologiques (tempête, orage, neige, grand froid, canicule ou sécheresse), inondations, mouvements de terrains et séisme (sismicité très faible). Il est également exposé à un risque technologique,  le transport de matières dangereuses. Un site publié par le BRGM permet d'évaluer simplement et rapidement les risques d'un bien localisé soit par son adresse soit par le numéro de sa parcelle.

#### Risques naturels
Certaines parties du territoire communal sont susceptibles d’être affectées par le risque d’inondation par débordement de cours d'eau, notamment la Lère et le Candé. La cartographie des zones inondables en ex-Midi-Pyrénées réalisée dans le cadre du XIe Contrat de plan État-région, visant à informer les citoyens et les décideurs sur le risque d’inondation, est accessible sur le site de la DREAL Occitanie. La commune a été reconnue en état de catastrophe naturelle au titre des dommages causés par les inondations et coulées de boue survenues en 1982, 1983, 1992 et 1999,.
Monteils est exposée au risque de feu de forêt. Le département de Tarn-et-Garonne présentant toutefois globalement un niveau d’aléa moyen à faible très localisé, aucun Plan départemental de protection des forêts contre les risques d’incendie de forêt (PFCIF) n'a été élaboré. Le débroussaillement aux abords des maisons constitue l’une des meilleures protections pour les particuliers contre le feu,.

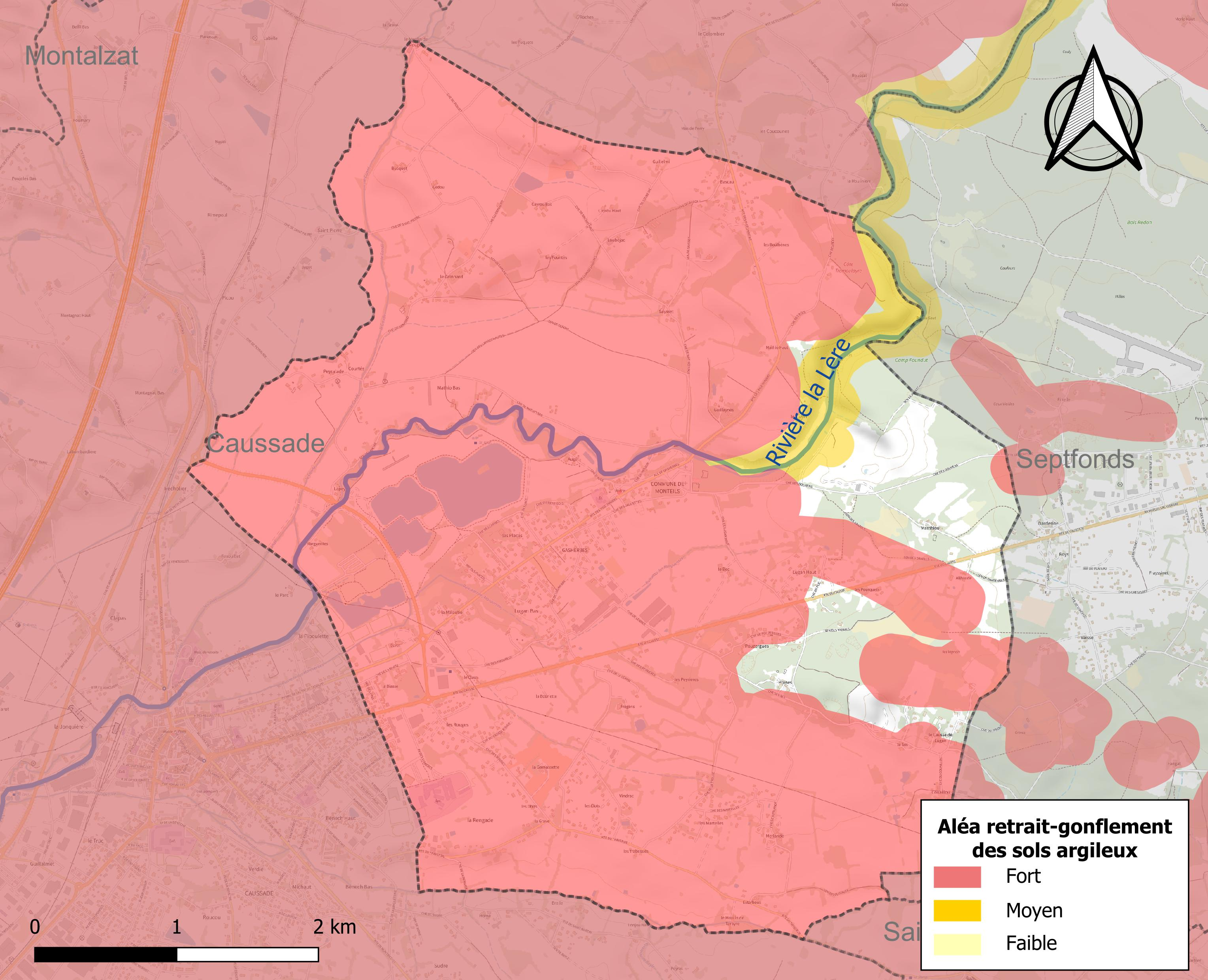
Carte des zones d'aléa retrait-gonflement des sols argileux de Monteils.

Les mouvements de terrains susceptibles de se produire sur la commune sont des tassements différentiels.
Le retrait-gonflement des sols argileux est susceptible d'engendrer des dommages importants aux bâtiments en cas d’alternance de périodes de sécheresse et de pluie. 91 % de la superficie communale est en aléa moyen ou fort (92 % au niveau départemental et 48,5 % au niveau national). Sur les 611 bâtiments dénombrés sur la commune en 2019, 586 sont en aléa moyen ou fort, soit 96 %, à comparer aux 96 % au niveau départemental et 54 % au niveau national. Une cartographie de l'exposition du territoire national au retrait gonflement des sols argileux est disponible sur le site du BRGM,.
Par ailleurs, afin de mieux appréhender le risque d’affaissement de terrain, l'inventaire national des cavités souterraines permet de localiser celles situées sur la commune.
Concernant les mouvements de terrains, la commune a été reconnue en état de catastrophe naturelle au titre des dommages causés par la sécheresse en 1989, 1991, 2003, 2009 et 2011 et par des mouvements de terrain en 1999.

#### Risques technologiques
Le risque de transport de matières dangereuses sur la commune est lié à sa traversée par des infrastructures routières ou ferroviaires importantes ou la présence d'une canalisation de transport d'hydrocarbures. Un accident se produisant sur de telles infrastructures est susceptible d’avoir des effets graves sur les biens, les personnes ou l'environnement, selon la nature du matériau transporté. Des dispositions d’urbanisme peuvent être préconisées en conséquence.

## Histoire
D’après le Boscus, Monteils fait sa première apparition dans l’histoire en 1165. Par une bulle du pape, Alexandre III, le chapitre de Saint-Antonin est maintenu dans la possession de l’église de Monteils connue sous le vocable de Saint-Jean Baptiste.

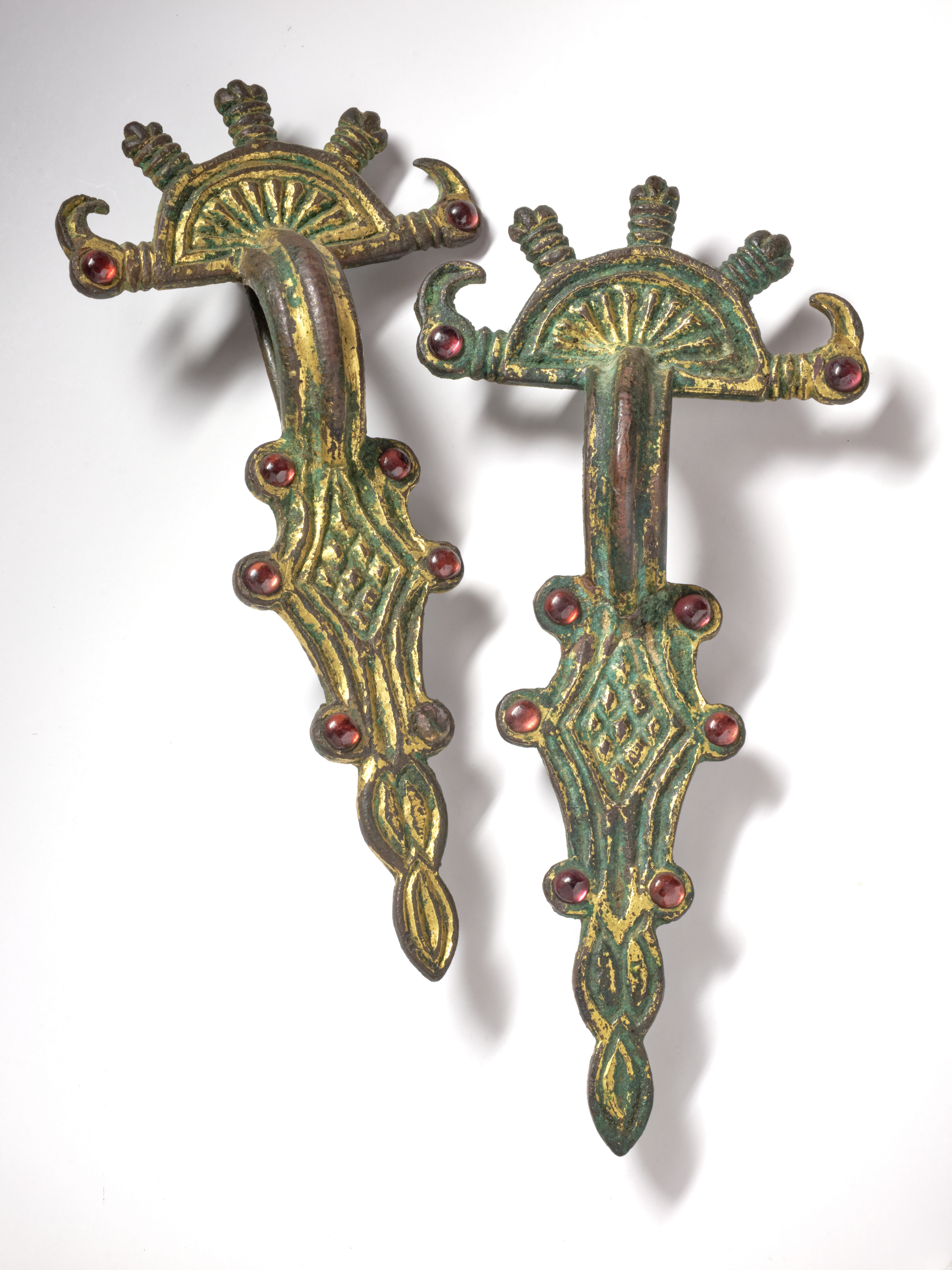
Paire de fibules datées du VIe siècle découvertes au lieu-dit Las Places, conservées au musée Saint-Raymond de Toulouse

Cependant, d’après Jacques Neveu, des découvertes importantes (tombes datées d’environ du VIe siècle de notre ère, quatre sites gallo-romains, le plus important est celui du Sès, bijoux, silex, bifaces...), semblent montrer que la présence humaine date de plus de 150 000 ans dans notre région.
L'église  Monteils était autrefois compris dans le taillable de Caussade. La communauté de Caussade était depuis l’origine constituée de sept paroisses : Notre-Dame del Fraysse, Saint-Sernin-de-Montevols, Saint-Pierre-de-l’Herm (La Bénèche), Saint-Martin-de-Sesquières, Saint-Jean-de Monteils, Saint-Cirice-du-Colombié, Saint-Pierre-de-Milhac (d’après C. Sahuc).
Le territoire compris dans la commune de Monteils fut l’apanage de plusieurs seigneurs (les Milhac, les Peyrelade, les Bazagues, les Jagot...). Il y eut même une famille du nom de Monteils aux environs de 1300. Le château de Monteils est cité pour la première fois dans un titre de l’an 1239 (d’après L. Boscus).
En 1622, des contestations s’élevèrent entre les habitants de Monteils et de Caussade au sujet de la nomination de noble Antoine de Manas comme syndic catholique. Les deux parties en vinrent aux mains et le plus profond antagonisme divise alors les deux paroisses jusqu’en  1729 (d’après L. Boscus).
En 1728, Pierre Lacombe, écuyer, seigneur de Monteils, adjudicateur de la justice royale veut obtenir du roy la séparation de la paroisse de Monteils de la communauté de Caussade. Il est plus glorieux pour lui d’être seigneur de la communauté de Monteils que de la paroisse de Monteils. Caussade engage une bataille juridique contre la revente de la justice (d’après C. Sahuc).
Le 24 mai 1729, un arrêt du Conseil d’État à Compiègne prononce la désunion entre les 2 paroisses. Les actions en justice se poursuivent des deux côtés (d’après C. Sahuc).
Monteils se dote de son cadastre de 1757 à 1768. Le nombre de propriétaire est passé de 160 environ en 1640 à 214 en 1768 (d’après C. Sahuc).
Jean Lugan-James est un des tout  premiers propriétaires parmi les habitants en 1789.
En 1789, le cahier de doléances de Caussade porte comme première revendication le retour de Monteils dans la communauté. « Cette paroisse profite de nos commodités et de nos dépenses locales sans y contribuer en rien » (d’après C. Sahuc).
En 1791, il y avait 1 036 habitants à Monteils ? (d’après J. Neveu).

## Politique et administration

### Liste des maires
| Période                                  | Période  | Identité                | Étiquette | Qualité                                           |
| ---------------------------------------- | -------- | ----------------------- | --------- | ------------------------------------------------- |
| Les données manquantes sont à compléter. |          |                         |           |                                                   |
| 1790                                     | 1781     | Abbé Jean Boe           |           | Curé de Monteils                                  |
| 1791                                     | 1792     | Jean Bédé-Doumarc       |           |                                                   |
| 1792                                     | 1796     | Abbé Jean Lugan Jamé    |           | Trésorier de la commune                           |
| 1796                                     | 1799     | Antoine Mazuc           |           |                                                   |
| 1799                                     | 1813     | François David          |           |                                                   |
| 1813                                     | 1819     | Jean Courtes            |           |                                                   |
| 1819                                     | 1821     | Louis Moule             |           |                                                   |
| 1821                                     | 1835     |                         |           |                                                   |
| 1835                                     | 1844     | Michel-Pierre Treillou  |           |                                                   |
| 1844                                     | 1846     | Jammes Lugan            |           |                                                   |
| 1846                                     | 1848     | Antoine Courtes         |           |                                                   |
| 1848                                     | 1854     | Michel-Pierre Treillou  |           |                                                   |
| 1854                                     | 1880     | Jean-Pierre Sol         |           |                                                   |
| 1880                                     | 1891     | Jammes Lugan            |           |                                                   |
| 1891                                     | 1892     | Jean Lugan              |           |                                                   |
| 1892                                     | 1912     | Joseph de Courrèges     |           |                                                   |
| 1912                                     | 1937     | Daniel Croc             |           |                                                   |
| 1937                                     | 1944     | Henri de Courrèges      |           |                                                   |
| 1944                                     | 1945     | Célestin Aussaresses    |           |                                                   |
| 1945                                     | 1947     | Henri de Courrèges      |           |                                                   |
| 1947                                     | 1959     | Urbain Soulie           |           |                                                   |
| 1959                                     | 1971     | Roger Dejean-Servierres |           |                                                   |
| 1971                                     | 1988     | Eugène Laurent          |           |                                                   |
| 1988                                     | 2001     | Jeannette Martinasso    |           |                                                   |
| 2001                                     | 2014     | Monique Ferrero         | DVD       | Directrice des Gîtes de France du Tarn-et-Garonne |
| 2014                                     | 2020     | Jacques Soulie          |           |                                                   |
| 2020                                     | En cours | Christophe Massaloup    |           |                                                   |

## Démographie
L'évolution du nombre d'habitants est connue à travers les recensements de la population effectués dans la commune depuis 1793. Pour les communes de moins de 10 000 habitants, une enquête de recensement portant sur toute la population est réalisée tous les cinq ans, les populations de référence des années intermédiaires étant quant à elles estimées par interpolation ou extrapolation. Pour la commune, le premier recensement exhaustif entrant dans le cadre du nouveau dispositif a été réalisé en 2004.

En 2022, la commune comptait 1 354 habitants, en évolution de −0,59 % par rapport à 2016 (Tarn-et-Garonne : +3,12 %, France hors Mayotte : +2,11 %).
| 1793 | 1800 | 1806 | 1821 | 1831 | 1836 | 1841 | 1846 | 1851 |
| ---- | ---- | ---- | ---- | ---- | ---- | ---- | ---- | ---- |
| 928  | 732  | 836  | 923  | 988  | 964  | 935  | 901  | 882  |

| 1856 | 1861 | 1866 | 1872 | 1876 | 1881 | 1886 | 1891 | 1896 |
| ---- | ---- | ---- | ---- | ---- | ---- | ---- | ---- | ---- |
| 791  | 735  | 782  | 745  | 761  | 688  | 640  | 621  | 583  |

| 1901 | 1906 | 1911 | 1921 | 1926 | 1931 | 1936 | 1946 | 1954 |
| ---- | ---- | ---- | ---- | ---- | ---- | ---- | ---- | ---- |
| 583  | 545  | 525  | 510  | 456  | 425  | 403  | 392  | 410  |

| 1962 | 1968 | 1975 | 1982 | 1990 | 1999  | 2004  | 2006  | 2009  |
| ---- | ---- | ---- | ---- | ---- | ----- | ----- | ----- | ----- |
| 433  | 478  | 647  | 788  | 999  | 1 075 | 1 163 | 1 223 | 1 300 |

| 2014  | 2019  | 2022  | - | - | - | - | - | - |
| ----- | ----- | ----- | - | - | - | - | - | - |
| 1 363 | 1 359 | 1 354 | - | - | - | - | - | - |

## Économie

### Revenus
En 2018, la commune compte 576 ménages fiscaux, regroupant 1 347 personnes. La médiane du revenu disponible par unité de consommation est de 21 480 € (20 140 € dans le département).

### Emploi
|                | 2008  | 2013   | 2018   |
| -------------- | ----- | ------ | ------ |
| Commune        | 8 %   | 6,5 %  | 7,5 %  |
| Département    | 8,4 % | 10,2 % | 10,3 % |
| France entière | 8,3 % | 10 %   | 10 %   |

En 2018, la population âgée de 15 à 64 ans s'élève à 790 personnes, parmi lesquelles on compte 74,3 % d'actifs (66,8 % ayant un emploi et 7,5 % de chômeurs) et 25,7 % d'inactifs,. Depuis 2008, le taux de chômage communal (au sens du recensement) des 15-64 ans est inférieur à celui de la France et du département.
La commune fait partie de la couronne de l'aire d'attraction de Montauban, du fait qu'au moins 15 % des actifs travaillent dans le pôle,. Elle compte 384 emplois en 2018, contre 338 en 2013 et 353 en 2008. Le nombre d'actifs ayant un emploi résidant dans la commune est de 540, soit un indicateur de concentration d'emploi de 71,1 % et un taux d'activité parmi les 15 ans ou plus de 52,2 %.
Sur ces 540 actifs de 15 ans ou plus ayant un emploi, 90 travaillent dans la commune, soit 17 % des habitants. Pour se rendre au travail, 90,1 % des habitants utilisent un véhicule personnel ou de fonction à quatre roues, 1,3 % les transports en commun, 3,7 % s'y rendent en deux-roues, à vélo ou à pied et 4,8 % n'ont pas besoin de transport (travail au domicile).

### Activités hors agriculture

#### Secteurs d'activités
84 établissements sont implantés  à Monteils au 31 décembre 2019. Le tableau ci-dessous en détaille le nombre par secteur d'activité et compare les ratios avec ceux du département,.
| Secteur d'activité                                                                                        | Commune | Commune | Département |
| Secteur d'activité                                                                                        | Nombre  | %       | %           |
| --- | ------- | ------- | ----------- |
| Ensemble                                                                                                  | 84      | 100 %   | (100 %)     |
| Industrie manufacturière, industries extractives et autres                                                | 13      | 15,5 %  | (9,6 %)     |
| Construction                                                                                              | 11      | 13,1 %  | (14,9 %)    |
| Commerce de gros et de détail, transports, hébergement et restauration                                    | 29      | 34,5 %  | (29,7 %)    |
| Information et communication                                                                              | 1       | 1,2 %   | (1,9 %)     |
| Activités financières et d'assurance                                                                      | 2       | 2,4 %   | (3,4 %)     |
| Activités immobilières                                                                                    | 5       | 6 %     | (3,3 %)     |
| Activités spécialisées, scientifiques et techniques et activités de services administratifs et de soutien | 10      | 11,9 %  | (14,1 %)    |
| Administration publique, enseignement, santé humaine et action sociale                                    | 8       | 9,5 %   | (13,6 %)    |
| Autres activités de services                                                                              | 5       | 6 %     | (9,3 %)     |

Le secteur du commerce de gros et de détail, des transports, de l'hébergement et de la restauration est prépondérant sur la commune puisqu'il représente 34,5 % du nombre total d'établissements de la commune (29 sur les 84 entreprises implantées  à Monteils), contre 29,7 % au niveau départemental.

#### Entreprises et commerces
Les cinq entreprises ayant leur siège social sur le territoire communal qui génèrent le plus de chiffre d'affaires en 2020 sont : 
- Societe Aiguillonnaise De Promotion Agricole - Sapa, commerce de gros (commerce interentreprises) de fruits et légumes (30 861 k€)
- Societe Anonyme Rouquette Et Fils, commerce de gros (commerce interentreprises) de fruits et légumes (20 372 k€)
- Cedre, supermarchés (17 260 k€)
- SAS Teyssedou, travaux de terrassement courants et travaux préparatoires (1 707 k€)
- Alliance Transports Et TP, transports routiers de fret interurbains (1 113 k€)

### Agriculture
La commune est dans le « Bas-Quercy de Montpezat », une petite région agricole couvrant une bande nord  du département de Tarn-et-Garonne. En 2020, l'orientation technico-économique de l'agriculture  sur la commune est l'exploitation de grandes cultures (hors céréales et oléoprotéagineuses). 
|               | 1988 | 2000 | 2010 | 2020 |
| ------------- | ---- | ---- | ---- | ---- |
| Exploitations | 34   | 22   | 18   | 13   |
| SAU (ha)      | 584  | 499  | 538  | 703  |

Le nombre d'exploitations agricoles en activité et ayant leur siège dans la commune est passé de 34 lors du recensement agricole de 1988  à 22 en 2000 puis à 18 en 2010 et enfin à 13 en 2020, soit une baisse de 62 % en 32 ans. Le même mouvement est observé à l'échelle du département qui a perdu pendant cette période 57 % de ses exploitations,. La surface agricole utilisée sur la commune a quant à elle augmenté, passant de 584 ha en 1988 à 703 ha en 2020. Parallèlement la surface agricole utilisée moyenne par exploitation a augmenté, passant de 17 à 54 ha.

## Culture locale et patrimoine

### Lieux et monuments
- L’église Saint-Jean-Baptiste de Monteils du XIIe siècle à architecture romane (style rare dans la région) est nichée dans les frondaisons du parc du château.
- Le monument aux morts.
- Trois moulins à eau, deux lavoirs, trois calvaires.
- Le château.
- Pigeonniers .

Le pigeonnier est un élément incontournable du paysage monteillais. La diversité des styles architecturaux se décline en deux identités majeures : le Pied de mulet et le pigeonnier sur piliers. Monteils compte dix-neuf pigeonniers bien souvent restaurés à l’identique dont les caractéristiques de style s’apparentent en majorité à la première appellation.
- Enceinte du Cuzoul du Géant, grotte naturelle sous enceinte. Le mot cuzoul, dans le Quercy et le Rouergue, signifie cavité, grotte ou aven[34].

## Vie locale
- Le parc de la Lère .

Le Parc de la Lère : géré par le syndicat intercommunal Caussade-Monteils, il s'étend sur 30 ha. Bois, lacs, sentiers font de ce site un espace naturel protégé de grande qualité.
- De nombreux sentiers permettent, outre la marche, de pratiquer des courses d’orientation.
- La pêche qui satisfait de nombreux amateurs sur l’ensemble des lacs.
- Une piste d’aéromodélisme avec toutes les structures s’y référant est située au Nord du parc permettant  ainsi aux amateurs de cette discipline de faire évoluer leurs avions en toute sécurité.
- Le tir à l’arc.
- Une piste de skate board avec divers modules offre aux adeptes tout l’agrément pour la pratique optimum de cette activité.

## Pour approfondir